# Agelaius phoeniceus
L'ittero alirosse o merlo dalle ali rosse o merlo ad ali rosse (Agelaius phoeniceus (Linnaeus, 1766)) è un uccello passeriforme della famiglia degli Itteridi diffuso in quasi tutto il Nordamerica e in gran parte dell'America Centrale.
Nidifica dall'Alaska e da Terranova a nord fino alla Florida, al Golfo del Messico, al Messico e al Guatemala a sud; alcune popolazioni isolate si incontrano anche nelle regioni occidentali di El Salvador e in quelle nord-occidentali di Honduras e Costa Rica. Il limite settentrionale dell'areale di svernamento va dalla Pennsylvania alla Columbia Britannica, ma le popolazioni settentrionali sono generalmente migratrici e d'inverno si spostano a sud, in Messico e negli Stati Uniti meridionali. Presenta uno spiccato dimorfismo sessuale: il maschio è completamente nero con le spalle rosse e una fascia gialla sulle ali, mentre la femmina è marrone scuro. Gran parte della dieta di questo uccello è costituita da semi e insetti.

## Descrizione

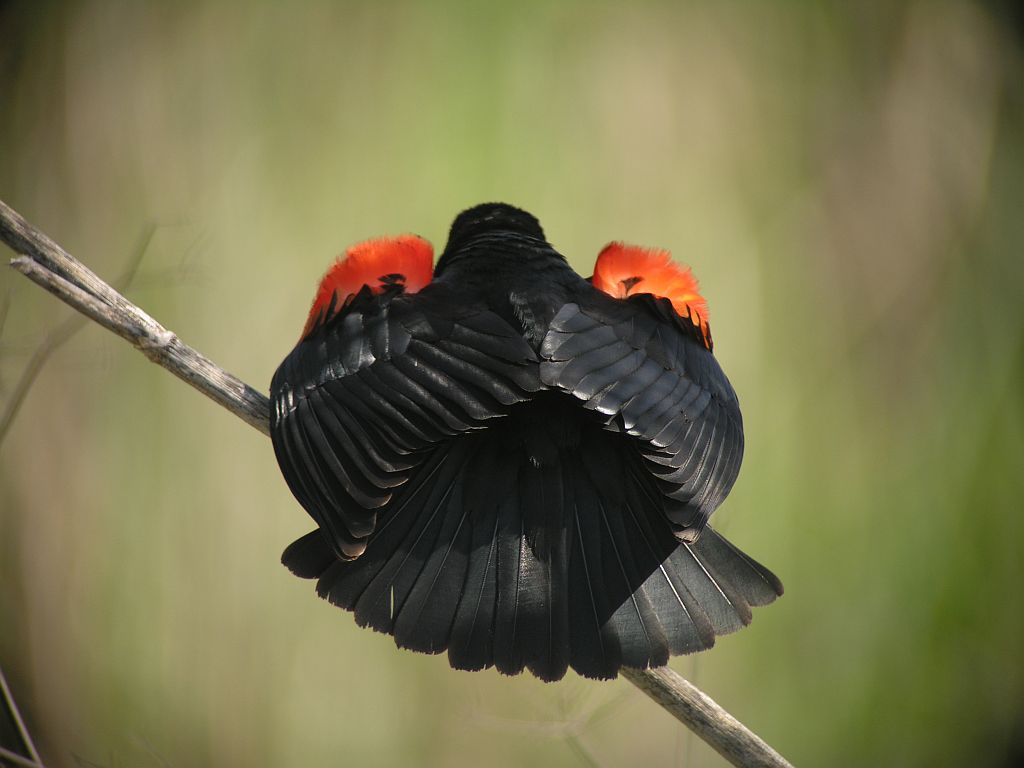
Veduta posteriore di un A. p. gubernator, il cosiddetto «ittero bicolore», che non presenta la fascia gialla sulle ali.

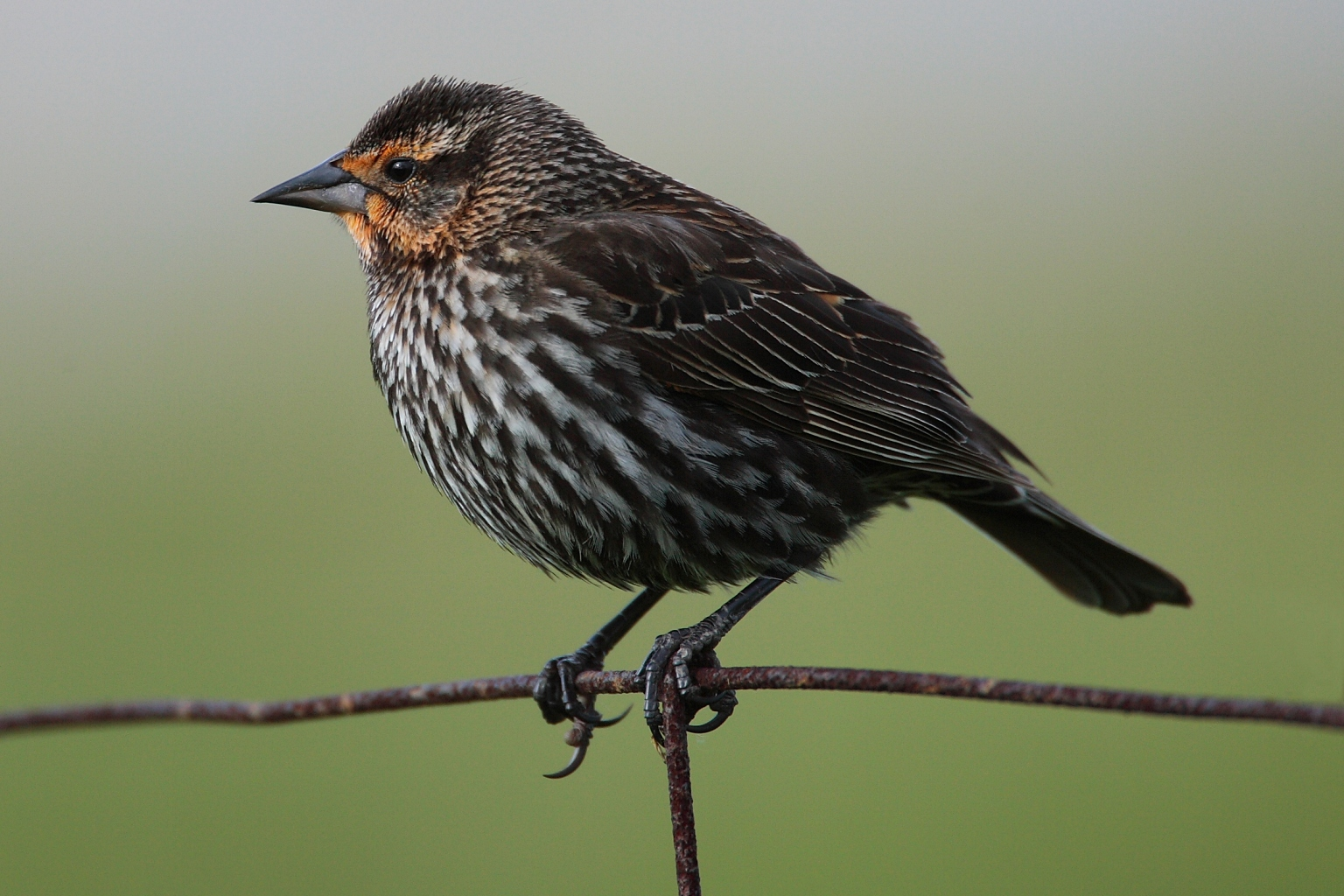
Una femmina.

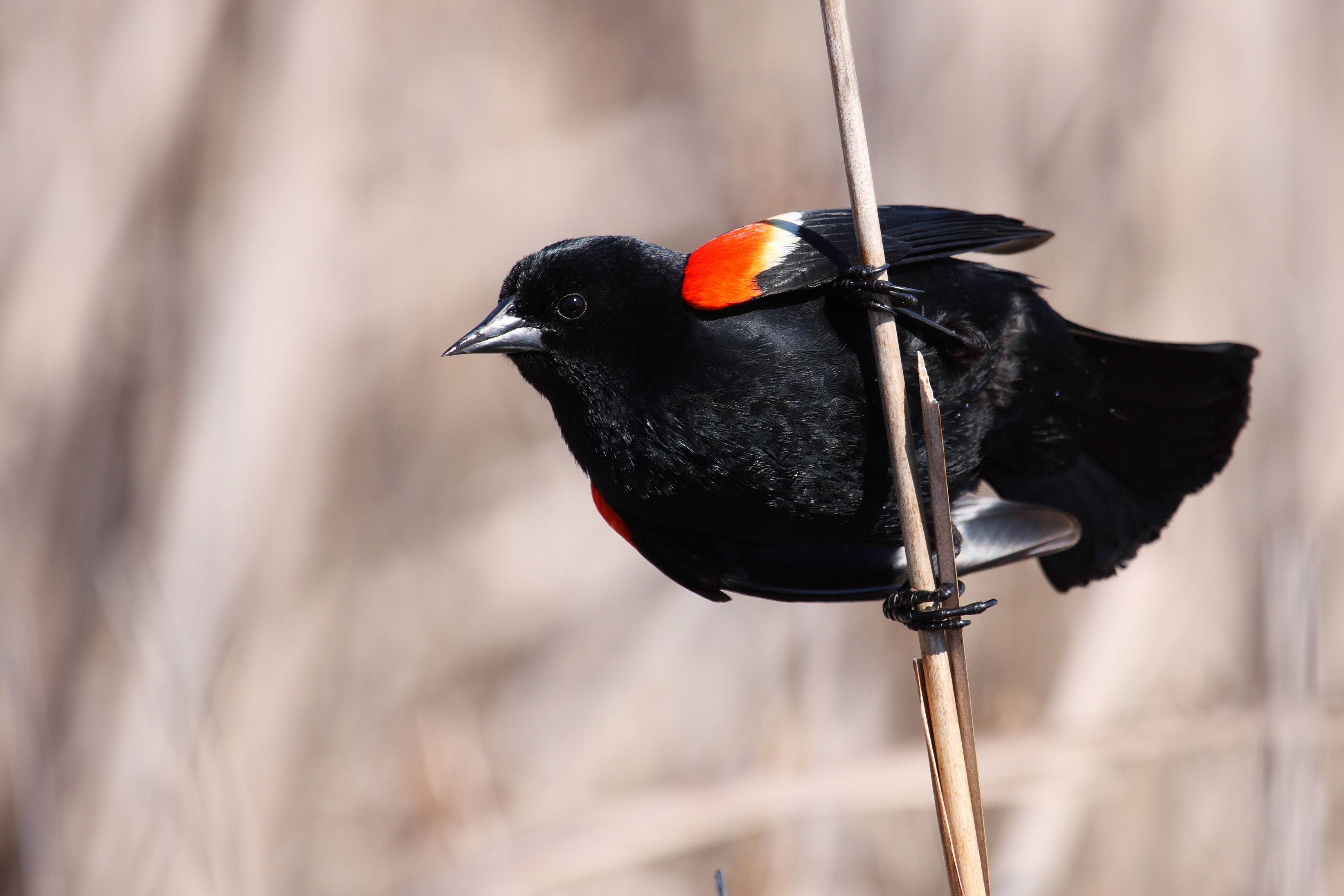
Il cosiddetto «display da posatoio», con le ali tenute distanti dal corpo, fa parte degli atteggiamenti aggressivi dell'ittero alirosse.

L'ittero alirosse deve il suo nome comune alle caratteristiche macchie rosse, o «spalline», che spiccano sul piumaggio interamente nero del maschio adulto, ben visibili quando l'uccello è in volo o effettua parate di corteggiamento. Il maschio presenta inoltre una fascia giallo chiaro sulle ali. La femmina è marrone-nerastra sul dorso e più chiara sul ventre. Quest'ultima è molto più piccola del maschio: misura soltanto 17-18 cm e pesa 36 g, contro i 22–24 cm e 64 g del maschio.
Gli esemplari giovani somigliano alla femmina, ma hanno il ventre più chiaro e i margini delle penne marroncini. Entrambi i sessi sono dotati di un becco appuntito. La coda, arrotondata, è di media lunghezza. Gli occhi, il becco e le zampe sono tutti neri.
Il maschio è sempre ben identificabile, tranne che nelle regioni più occidentali degli Stati Uniti, dove può essere scambiato per un ittero tricolore. Anche i maschi di quest'ultima specie presentano una spallina color rosso scuro, ma la fascia sulle ali è bianca, non gialla. Le femmine di ittero tricolore, bicolore, spallerosse e alirosse sono molto difficili da distinguere nelle aree dove convive più di una di queste specie. In volo, quando i colori sulle ali si vedono meno facilmente, l'ittero alirosse si può distinguere da altri Itteridi meno imparentati con esso, come la gracula comune e il vaccaro testabruna, per la silhouette differente e il volo ondulato.
Il richiamo dell'ittero alirosse consiste in un check profondo e in una sorta di fischio, terrr-eeee. Il canto, invece, risuona come una sorta di oak-a-lee accompagnato dalla messa in mostra delle macchie rosse sulle spalle. Anche la femmina canta, emettendo una sorta di chiacchiericcio, chit chit chit chit chit chit cheer teer teer teerr.

## Biologia

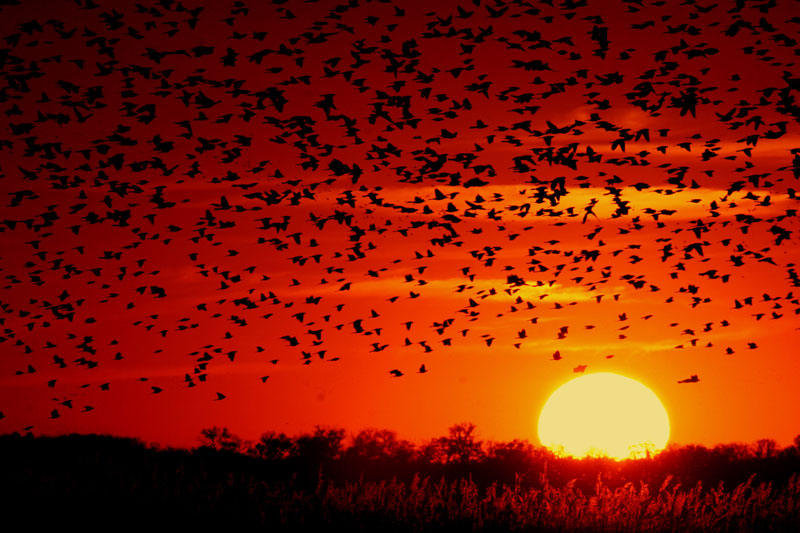
Uno stormo in controluce.

Quando deve difendere il suo territorio da altri animali e uccelli, l'ittero alirosse può divenire molto aggressivo. Attacca perfino uccelli molto più grandi di lui, come cornacchie, corvi, gazze, rapaci e aironi, se questi tentano di penetrare nel suo territorio. Sono noti casi in cui dei maschi sono piombati in picchiata su esseri umani che si trovavano in vicinanza dei nidi durante la stagione riproduttiva.

### Alimentazione
L'ittero alirosse è onnivoro. Si nutre soprattutto di sostanze vegetali, compresi i semi di piante infestanti, e saccheggia i campi di cereali come frumento e riso, ma circa un quarto della sua dieta, o perfino di più durante la stagione riproduttiva, è costituito da insetti e altri piccoli animali. Predilige gli insetti, come libellule, damigelle, farfalle, falene e mosche, ma consuma anche chiocciole, rane, uova, carogne, vermi, ragni e molluschi. Gli insetti vengono presi mentre sono posati sulle piante o catturati in volo. Durante la loro stagione mangia anche mirtilli, more e altri frutti. Può essere attirato nei cortili mettendo in una mangiatoia un miscuglio di pane, semi e sego. Alla fine dell'estate e in inverno l'ittero alirosse si nutre sui campi aperti in compagnia di gracule, vaccari e storni, radunandosi in stormi che possono raggiungere migliaia di esemplari.

### Riproduzione

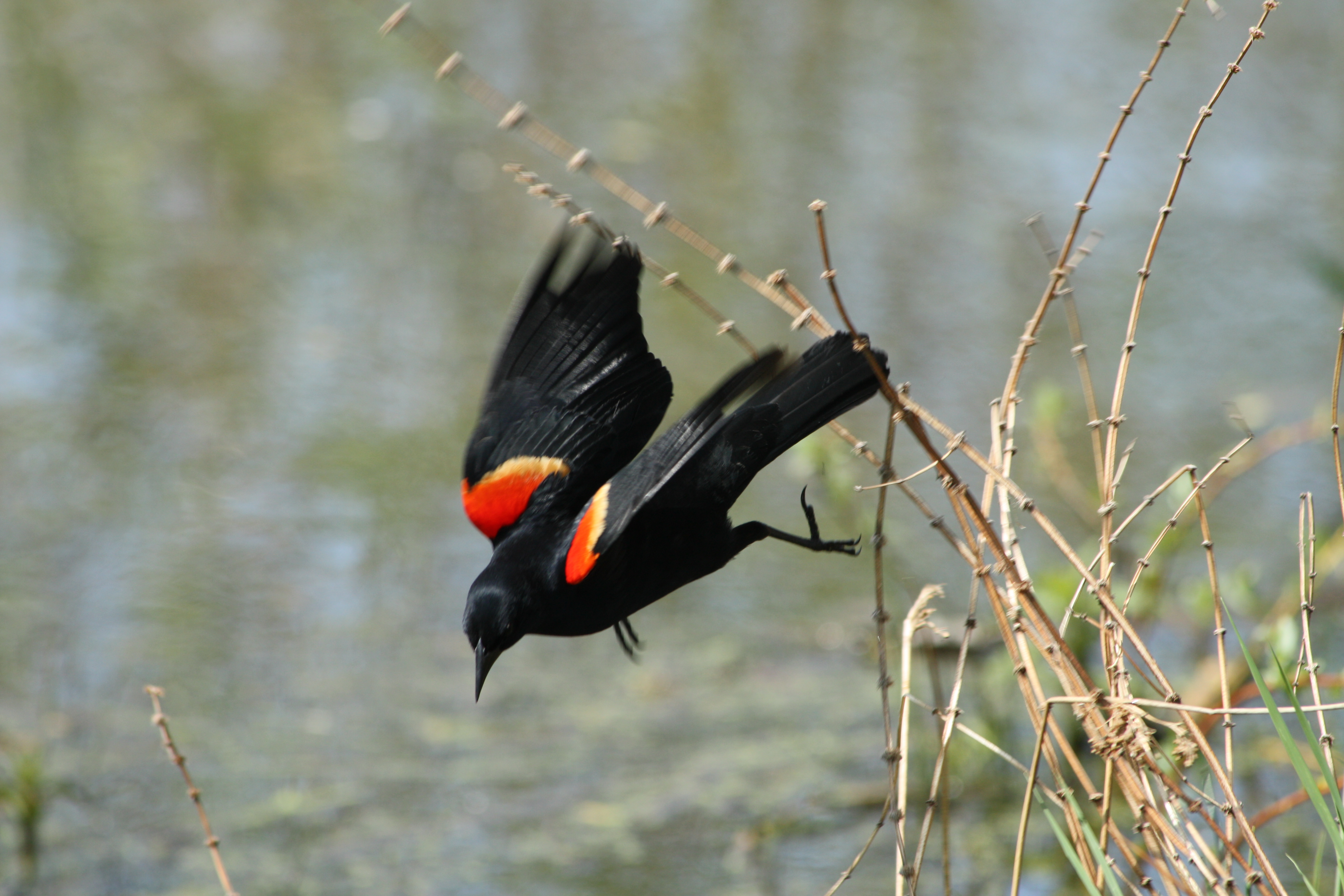
Esemplare che lascia il posatoio.

L'ittero alirosse nidifica in estese colonie. Il nido viene costruito tra le canne palustri, i giunchi, l'erba, i carici o nei boschetti di ontani e salici. Esso viene costruito interamente dalla femmina nel giro di tre-sei giorni. È costituito da un canestro di erba, carice e muschio tenuto insieme dal fango e foderato di erba o ramoscelli. Generalmente è situato a 7,6 cm - 4–3 m sulla superficie dell'acqua.
Ogni covata è composta da tre o quattro uova, più raramente da cinque. Queste sono ovali, lisce e leggermente lucenti e misurano 24,8 x 17,55 mm. Sono di colore verde bluastro chiaro macchiato di marrone, viola e/o nero; la maggior parte delle macchie sono situate intorno al polo più largo. Le uova sono covate solamente dalla femmina e si schiudono dopo 11 o 12 giorni. Alla nascita i pulcini sono ciechi e nudi, ma sono pronti a lasciare il nido già 11-14 giorni dopo la schiusa.
L'ittero alirosse è poliginico e nel loro territorio i maschi difendono fino a 10 femmine. Tuttavia, le femmine si accoppiano frequentemente con altri maschi e spesso i piccoli di una stessa covata hanno padri diversi. Ogni coppia può allevare due o tre covate per stagione, ospitate in nidi diversi.

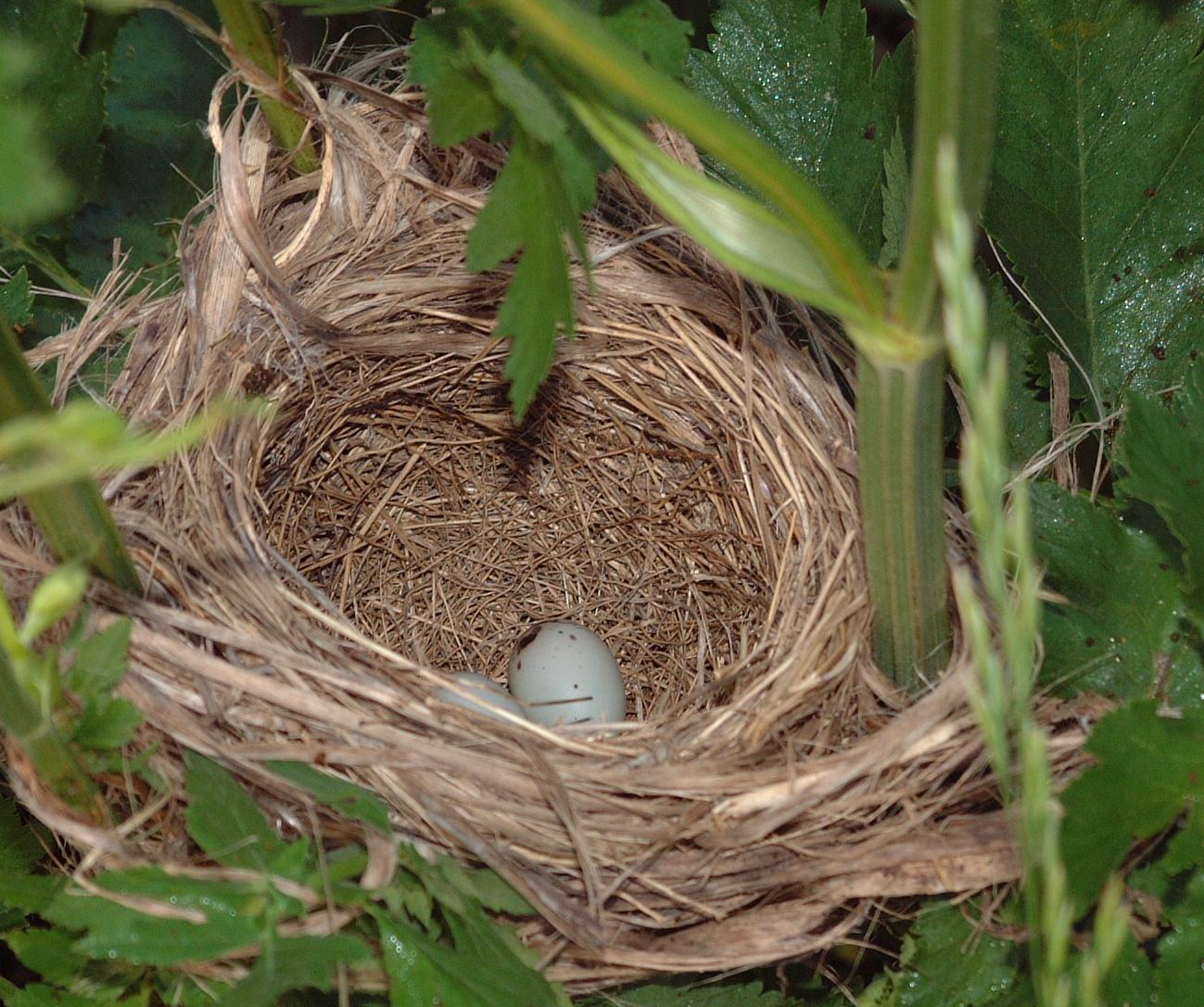
Nido con uova.

La predazione a danno di uova e pulcini è abbastanza comune. Tra i razziatori dei nidi ricordiamo serpenti, moffette, procioni e altri uccelli, a volte molto piccoli, come lo scricciolo di palude. I nidi vengono ogni tanto visitati da uccelli parassiti, soprattutto dal vaccaro testabruna. Dato che le razzie dei nidi sono così comuni, l'uccello ha sviluppato particolari adattamenti. Uno di questi è la nidificazione di gruppo, che riduce il rischio di predazioni individuali e aumenta le probabilità di avvistare in anticipo un predatore. Anche nidificare sopra la superficie dell'acqua riduce le probabilità che i predatori possano raggiungere il nido, così come i richiami d'allarme. I nidi, in particolare, offrono un vantaggio strategico contro i predatori in quanto sono costruiti nel fitto delle canne sulla riva e posizionati ad altezze di uno-due metri. I maschi spesso fanno da sentinelle, eseguendo tutta una varietà di richiami per denotare il tipo e la gravità del pericolo. In alcuni casi questi uccelli, soprattutto i maschi, effettuano anche il cosiddetto mobbing, cioè attaccano in gruppo l'aggressore; spesso, però, gli itteri rivolgono per sbaglio i loro attacchi verso grossi animali e perfino esseri umani. Anche la colorazione marroncina della femmina costituisce un adattamento anti-predatorio, dal momento che rende mimetica essa e il suo nido (nel caso stia covando).

### Relazioni con l'uomo

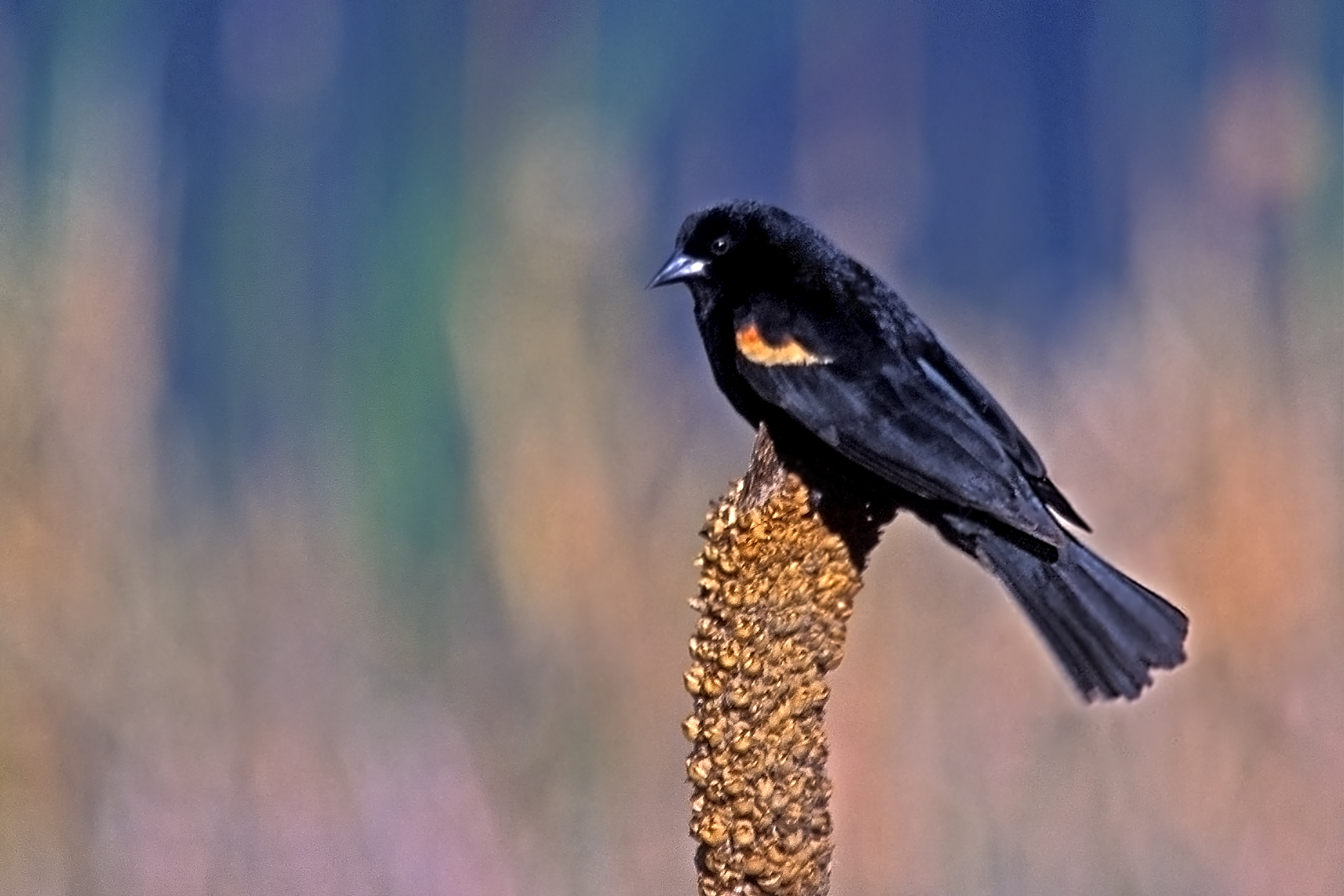

In inverno l'ittero alirosse va in cerca di cibo lontano dalle paludi, raccogliendo semi e granaglie nelle distese erbose e sui terreni agricoli. Così facendo viene talvolta considerato nocivo dagli agricoltori. Nel tentativo di controllarne il numero è noto che i contadini utilizzano pesticidi come il parathion.

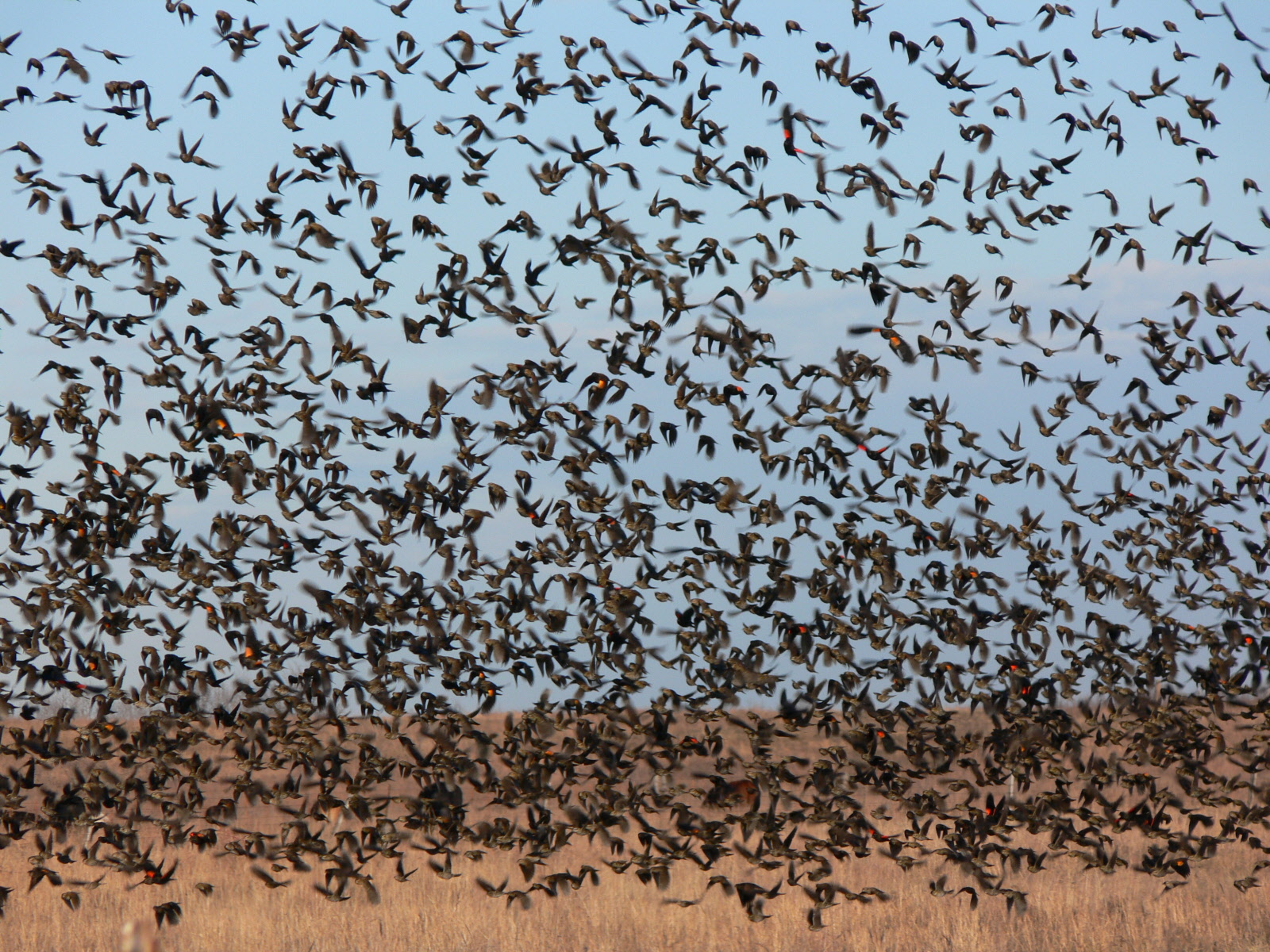
Stormo di itteri alirosse (Kansas, novembre 2006).

La mattina del 1º gennaio 2011, Beebe, una cittadina dell'Arkansas di poco più di 4 000 abitanti, si è ritrovata tappezzata dai corpi di 3000 itteri alirosse morti nel corso della notte precedente. Tre giorni dopo, un fenomeno simile, ma di entità minore (500 esemplari tra itteri e storni), è stato registrato anche in Louisiana. Dopo le prime analisi effettuate gli studiosi hanno scartato l'ipotesi che gli uccelli fossero stati colpiti da una qualche forma di epidemia, dato che gli esemplari esaminati erano apparentemente sani. La presenza di traumi al petto, invece, ha fatto intuire che la probabile causa del decesso dei volatili di Beebe sia da imputare ai botti di Capodanno, che, oltre a colpire direttamente i volatili, avrebbero talmente impaurito gli itteri da farli volare a quote più basse, facendoli scontrare tra loro e con gli edifici. Gli esemplari della Louisiana, invece, sono risultati essere denutriti e molto probabilmente sono morti di freddo e malnutrizione.

## Distribuzione e habitat

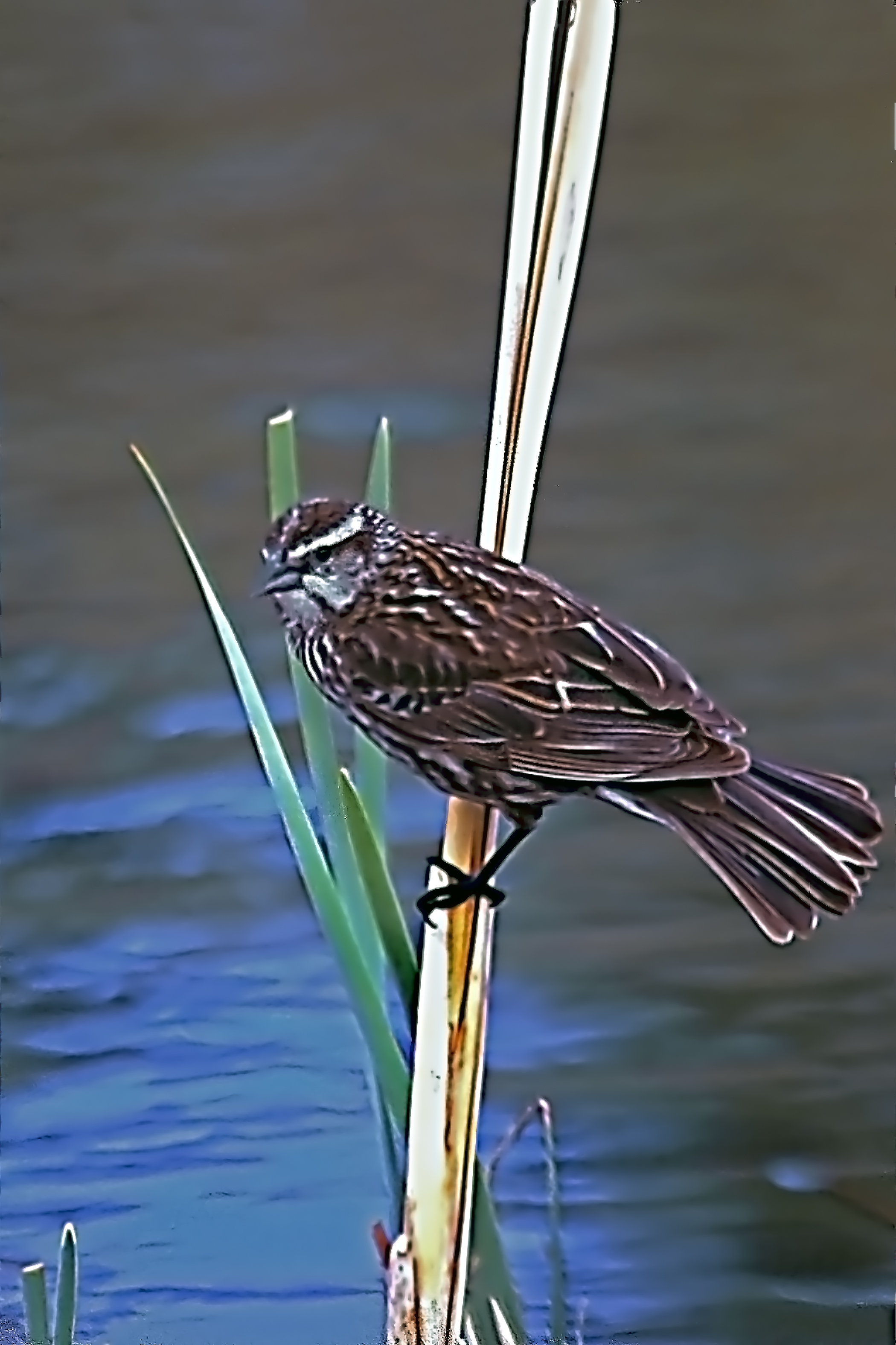
Una femmina.

L'areale dell'ittero alirosse si estende in latitudine dall'Alaska meridionale alla Penisola dello Yucatán e in longitudine dalle coste occidentali di California e Canada alle sponde orientali del continente. Gli uccelli che vivono nelle regioni settentrionali dell'areale sono migratori e trascorrono l'inverno negli Stati Uniti meridionali e in America Centrale. La migrazione inizia in settembre od ottobre, ma occasionalmente può cominciare anche in agosto. Nelle regioni occidentali e centrali degli Stati Uniti le popolazioni sono generalmente stanziali.
L'ittero alirosse vive nelle distese erbose aperte. Generalmente predilige le zone umide, come le paludi, sia di acqua dolce che salmastra, soprattutto nelle aree dove crescono le canne del genere Typha. Si incontra anche nelle regioni asciutte di pianura, ad esempio in prati, praterie e campi abbandonati.

## Tassonomia
L'ittero alirosse, una delle 5 specie del genere Agelaius, è un rappresentante degli Itteridi, una famiglia di uccelli passeriformi diffusi in Nord e Sudamerica. Venne descritto per la prima volta, come Oriolus phoeniceus, nel XVIII secolo da Linneo nel suo Systema Naturae, ma successivamente venne inserito nel genere Agelaius (Vieillot, 1816) insieme agli altri itteri neri americani. Il nome latino Agelaius deriva dal greco antico agelaios, che significa «appartenente a uno stormo». Il nome specifico phoeniceus è di origine latina e vuol dire «rosso intenso».
Sono note le seguenti sottospecie:
- A. p. arctolegus Oberholser, 1907;
- A. p. fortis Ridgway, 1901;
- A. p. nevadensis Grinnell, 1914;
- A. p. caurinus Ridgway, 1901;
- A. p. sonoriensis Ridgway, 1887.
- A. p. nyaritensis Dickey e van Rossem, 1925;
- A. p. grinnelli Howell, 1917;
- A. p. phoeniceus (Linnaeus, 1766);
- A. p. littoralis Howell e van Rossem, 1928;
- A. p. mearnsi Howell e van Rossem, 1928;
- A. p. floridanus Maynard, 1895;
- A. p. megapotamus Oberholser, 1919;
- A. p. nelsoni Dickerman, 1965;
- A. p. richmondi Nelson, 1897;
- A. p. arthuralleni Dickerman, 1974;
- A. p. brevirostris Monroe, 1963;
- A. p. bryanti Ridgway, 1887;
- A. p. aciculatus Mailliard, 1915;
- A. p. neutralis Ridgway, 1901;
- A. p. mailliardorum van Rossem, 1926;
- A. p. californicus Nelson, 1897;
- A. p. gubernator (Wagler, 1832);

La più caratteristica tra queste è l'«ittero bicolore» (A. p. gubernator) della California e del Messico centrale. I maschi di questa sottospecie sono privi della fascia gialla sulle ali presente nella sottospecie nominale e le femmine sono molto più scure delle altre. La tassonomia di questa razza non è stata ancora compresa appieno e le relazioni tra le due popolazioni isolate di ittero bicolore e tra queste e le altre forme rimangono tuttora incerte. Nonostante il nome inglese Red-winged Blackbird, l'ittero alirosse non è imparentato né con il tordo sassello europeo (in inglese Redwing) né con il merlo comune del Vecchio Mondo (in inglese Common Blackbird), che appartengono alla famiglia dei Turdidi.